# Hidraulikaolaj

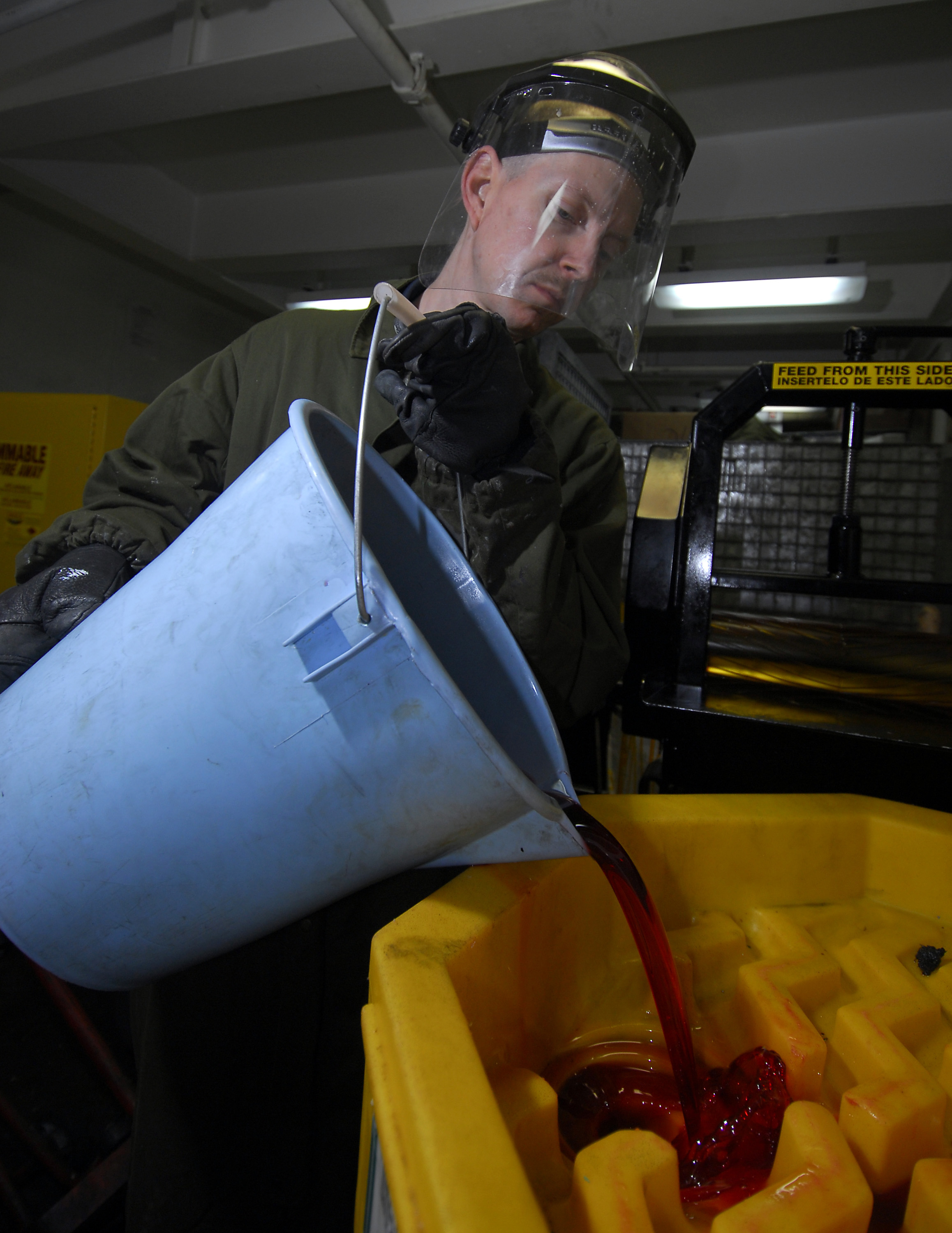
Hidraulikaolajat öntenek a tároló konténerbe

A hidraulikaolajat különféle erőknek és mozgásoknak az átvitelére és irányítására használják. Piaca a motorolajok után a második legnagyobb a súrlódást csökkentő anyagok között.

## Fogalma
A hidraulika kifejezést a görög hydro = víz és aulos = cső szavakból eredeztetik.
Ma mindazon műszaki tudást kell ez alatt értenünk, amelyek különféle erőknek és mozgásoknak folyadék segítségével történő átvitelével és irányításával függenek össze.
A leggyakrabban alkalmazott hidraulikus technika az olajhidraulika (ásványolaj, szintetikus olaj, növényolaj vagy emulzió segítségével). Bizonyos területeken nehezen gyúlékony vagy nem éghető folyadékokat (poli-glikol-oldatokat vagy különböző észtereket) alkalmaznak.
A hidraulika azon az elven alapul, hogy a folyadékok nem összenyomhatók, s így az erőátvitel aránylag kis veszteségekkel (pl. súrlódás) valósul meg.

## Osztályozása
A hidraulika olaj kiválasztása viszkozitási osztály és teljesítményszint alapján történik. Ezeket az előírásokat nemzetközi (ISO) és a nemzeti (DIN, AFNOR stb.) szervezetek adják meg. Az ISO VG az ipari kenőanyagoknál állít fel egy viszkozitási osztályrendszert.
Ezek a jelölések, előírások teszik lehetővé, hogy a felhasználók, a gépgyártók és az olajgyártók közös nyelven beszéljenek róluk.
A teljesítményszint az egyik legfontosabb alkalmazástechnikai értéke. Ez a teljesítményszint jelölés a motorolaj jellemzésénél is megtalálható, ahol arról ad jellemzést, hogy a motorolaj milyen terhelési viszonyokat képes elviselni az adott motor működésében.
Magába foglalja az olaj adalékolásából adódó tulajdonságokat, így meghatározza a alkalmazhatóságának határait.
A teljesítményszinteket olaj- és géplaboratóriumi vizsgálatok sorozatával állapítják meg. Egy hidraulika olaj csak akkor felel meg egy adott előírásnak, ha annak minden pontját maradéktalanul teljesíti. A teljesítményszint szerinti osztályozás a nemzetközi gyakorlatban az ISO előírásai szerint szokásos.
A nemzeti szabványok alkalmazása visszaszorulóban van, Európában azonban gyakran használják még az ISO osztályozással kompatibilis DIN szabványt is. Teljesítmény szerinti besorolása alapján a nyomóközegeket felosztják gyúlékony és nem gyúlékony, illetve környezetbarát típusokra. A hagyományos ásványolaj alapú hidraulika olaj a gyúlékony, és a speciális pl.: bányászatban alkalmazott hidraulika olaj a nem gyúlékony típusúak közé tartoznak.
A hidraulika olajokat (munkafolyadékokat) viszkozitásuk alapján is osztályozzák. Viszkozitási osztályba sorolást az ISO 3448 szabvány tartalmazza, jelölése ISO VG 2-től ISO VG 1500-ig, ahol a számérték a 40 C fokhoz tartozó kinematikai viszkozitás középértéket jelöli.
Az olaj kiválasztásánál, a konstrukciós és működési tartomány kritériumain túl az éghajlati viszonyokat is figyelembe kell venni.
Magyarországon legnagyobb mennyiségben az ISO VG 32 és az ISO VG 46 viszkozitási osztályba soroltakat használják, de más ettől eltérő viszkozitási fokozat használata is indokolt lehet.
A viszkozitás és a teljesítményszint megválasztásánál a gépgyártói előírásokat kell figyelembe venni.
A megfelelő hidraulika olaj kiválasztás a hidraulikus teljesítmény átvitel minimális veszteségekkel történő megvalósítása , és a zavartalan működési elvárások szempontjából fontos.
Az olaj tulajdonságai használat közben kisebb-nagyobb mértékben megváltoznak. A hidraulikus rendszer jó működését két tulajdonság alapján tudjuk.
- Egyik a hőmérséklete, ugyanis hibátlan rendszer 60-70 C fok felett nem üzemelhet.
- A másik tulajdonság a rezgés és a velejáró zajszint emelkedése, ami szorosan összefügg egymással, de még a rendszerben működő olajhőmérséklettel is. Ez a két állapotjellemző az üzemi viszkozitás csökkenésének a jelzése, amely valamilyen rendszerhibát jelent.

## Alapvető feladatai
- a hajtó és hajtott egység közötti erőátvitel
- a keletkező hő elvezetése
- az egymáson elmozduló alkatrészek közötti súrlódás csökkentése
- rendszerkopások minimalizálása
- korrózió
- a rendszertisztaság megőrzése a mechanikai elszennyeződésekkel szemben

A hidraulika olaj várható élettartama a rendszer működési hőmérsékletének függvénye, a fent említett hőmérséklet tartomány felett a hatásfok és az olaj élettartam felére-harmadára csökken. Általában egy optimálisan összehangolt rendszerben elérhető a 4-6000 üzemóra/töltet, akkor, ha a keringetési szám kellően magas és kielégítő a rendszer szellőztetése is. Ezt az üzemórát sok esetben túllépik a gép üzemben tartói, mivel nem figyelnek oda. A hidraulikus gépeket is rendszeresen ellenőrizni kell.
A hidraulika tervezés egy rendkívül kényes műszaki terület, ugyanis a +5 C fokos rendszerhőmérséklet emelkedés, ennek hatására a hidraulika olaj tulajdonságainak megváltozása, 8%-os hatásfok csökkenést, azaz veszteséget jelent.
A működő műszaki  rendszer  az elem – tulajdonság – kölcsönhatás alapelvén tervezhető, üzemeltethető és szükség szerint fejleszthető. Ezen kritériumok alapján is világos, hogy érdemes az optimális körülményeket megteremteni a hidraulika rendszerek üzemeltetéséhez, mind az eszköz, mind a hidraulika olaj oldaláról.

## Ásványi olajok
A leggyakrabban használt hidraulikafolyadékokat ásványi olaj alapon, megfelelő adalékanyagokkal állítják elő. Ezeket röviden hidraulikaolajnak is nevezik. Az ilyen hidraulikaolajok követelményeit az ISO 6743/4 szabvány határozza meg HL, HM és HV jelölésekkel. Németországban a H, HL, HLP és HVLP jelölések a DIN 51 524 szabvány szerint használatosak.
- H: adalékanyagok nélküli, a DIN 51 517 szerinti kenőolajoknak felel meg. Ezeket a hidraulikaolajokat manapság alig használják.
- HL: korrózióvédelem és öregedésállóság növelésére szolgáló adalékanyagokkal (DIN 51 524, 1. rész szerint is HL). 200 bar nyomásig alkalmazzák, és megfelelnek a szokásos hőterheléseknek.
- HLP: korrózióvédelem, nagy nyomású adalékok és öregedésállóság növelésére szolgáló adalékokkal (DIN 51 524, 2. rész szerint is HLP). 200 bar és afeletti nyomásig alkalmazzák, és megfelelnek a szokásos hőterheléseknek.
- HM: korrózióvédelem, öregedésállóság és a vegyes súrlódási területen fellépő kopás csökkentésére szolgáló adalékokkal (DIN 51 524, 2. rész szerint is HLP).
- HV: korrózióvédelem, öregedésállóság, vegyes súrlódási területen fellépő kopás csökkentése és a viszkozitás-hőmérséklet viselkedés javítása érdekében adalékanyagokkal (DIN 51 524, 3. rész szerint is HVLP).
- HLPD: korrózióvédelem, öregedésállóság és detergens adalékanyagokkal (német megnevezés, nem szabványosított).[1]

A szabványosított hidraulikaolajokon kívül motorolajok és hajtóműolajok is használhatók mobil hidraulikai alkalmazásokhoz. Az automata sebességváltó olajok (ATF → Automatic Transmission Fluid) hidrodinamikus átalakítókban alkalmazhatók, és olyan hidraulikaolajok, amelyek kenési és súrlódási tulajdonságait adalékanyagokkal módosították a sebességváltókban előforduló mechanikai igényekhez. Ezek részben gyártóspecifikus szabványoknak, részben pedig általánosan elterjedt, gyártók által meghatározott szabványoknak felelnek meg. Ezek közé tartoznak többek között a Dexron és Mercon sorozatok.

## Kapcsolódó szócikk
- Olaj